# Betti Editrice
Betti Editrice è una casa editrice italiana fondata a Siena nel 1992. Nel 2023 ha pubblicato il suo millesimo libro, Siena. Così per ridere di Emilio Giannelli.

## Storia
La casa editrice, nata nel 1992, nasce come costola di una piccola azienda a gestione familiare che in origine si occupava di fotografia, fondata nel 1957 da Giancarlo Betti, scomparso nel 2020; successivamente la società che gestisce il marchio ha scelto di privilegiare il settore editoriale con il principale obiettivo di promuovere il territorio toscano e soprattutto senese.
Le pubblicazioni iniziano con Pallium, un libro fotografico che raccoglie le immagini di tutti i drappelloni del Palio di Siena realizzati dal 1945 al 1969 a cui poi si aggiungeranno altri quattro volumi che coprono i drappelloni dalle origini del Palio fino al 2007. 
Negli anni la produzione si è arricchita di saggi di taglio storico, sociale, turistico e antropologico, di raccolte di poesie e sonetti, cataloghi di mostre d'arte, libri fotografici e narrativa. Particolare attenzione è riservata al pubblico dei più piccoli con collane volte a promuovere la scoperta del territorio e del patrimonio artistico toscano, come nel caso del volume dedicato alla Maestà di Duccio di Buoninsegna presentato durante la conferenza stampa del 9 giugno 2021 che ha visto la partecipazione del cardinale Augusto Paolo Lojudice, nella ricorrenza della solenne processione che il 9 giugno del 1311 accompagnò l'opera dell'artista senese in Duomo. 
Nel 2017 la casa editrice ha ideato il Premio Letterario Via Francigena, con il patrocinio del Comune di Monteriggioni e dell'Associazione Europea delle Vie Francigene (AEVF), in cui vengono premiati tre racconti e un romanzo che affrontano il tema del viaggio lungo l'antica via che collega Canterbury e Roma. Nel 2018 il premio, realizzato con la Regione Toscana, AEVF e i comuni capofila della Via Francigena Toscana (Lucca, Fucecchio, Pontremoli, Siena), si è concentrato sul linguaggio del racconto, dedicando uno spazio specifico ai testi dei giovani. Nel 2020 la terza edizione del premio, che ha visto vincitore Andrea Borio; la premiazione, a causa della pandemia, è stata effettuata in diretta su Facebook
Nel 2021 inizia la collaborazione con l’associazione culturale “I libri di Mompracem”, con sede a Firenze, con lo scopo di co-editare i libri proposti dall’associazione , di cui fanno parte numerosi scrittori toscani.

## Autori
Betti Editrice ha pubblicato opere di autori quali Carlo Collodi, Federigo Tozzi, Ettore Romagnoli e Carlo Rosselli.
Figurano anche numerosi autori contemporanei, coprendo i più svariati generi letterari. Fra i tanti si citano Alessandro Fo, Mario Ascheri, Desirèe De Lucia, Duccio Balestracci, Oscar Bartoli, Roberto Barzanti, Stefano Bisi, Giuliano Catoni, Riccardo Castellana, Paolo Ciampi, Pietro Clemente, Alessandro Falassi, Emilio Giannelli, Daniele Magrini, Arrigo Pecchioli, Josè Saramago, Ferdinand Schevill, Vinicio Serino, Caterina Trombetti, Marco Valenti, Mario Verdone.

## Collane
- Strade Bianche
- Edizioni d'Autore
- Betti Junior
- Toscana: vite straordinarie
- I Labirinti
- I fuoricollana
- Il filo dei pensieri
- Alla scoperta della bellezza